# Горы (Минский район)
Горы (бел. Го́ры) — деревня в Минском районе Минской области Республики Беларусь. В составе Шершунского сельсовета.

## География
Недалеко расположена дорога Н8965.
Ближайшие населённые пункты Петьковичи, Ревкутьевичи, Шершуны и др.

## История
В 1905 году в Радошковской волости Вилейского уезда Виленской губернии.

## Население

### Численность
- 2009 год — 11 человек

### Динамика
- 1905 год — 49 жителей (24 муж. и 25 жен.)
- 1999 год — 38 человек (перепись населения)
- 2009 год — 11 человек (перепись населения)[2]